# Hasta su abuelo
| Dibujos preparatorios | Dibujos preparatorios | Dibujos preparatorios | Dibujos preparatorios |
| --------------------- | --------------------- | --------------------- | --------------------- |
|                       |                       |                       |                       |

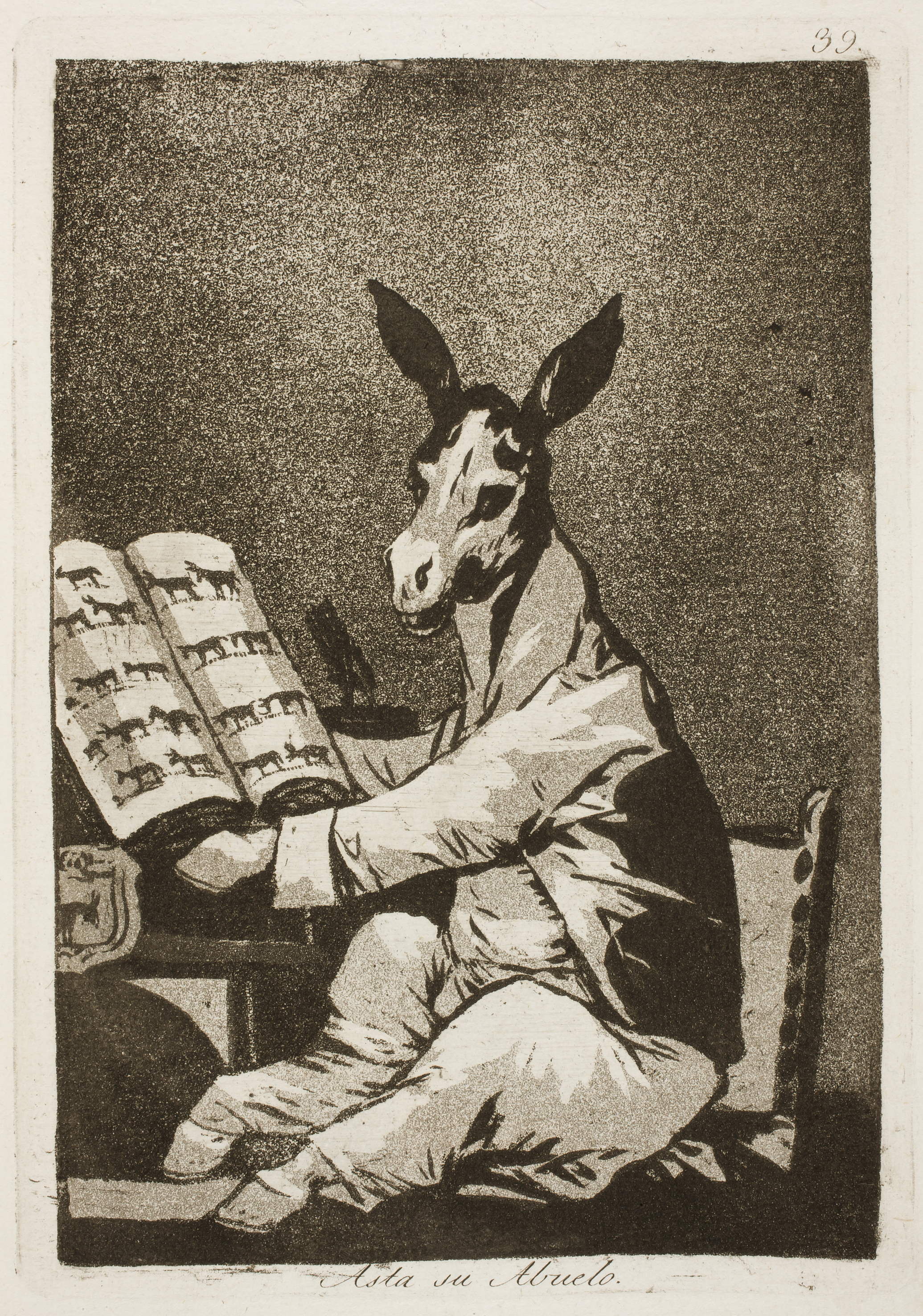
Versión en el Museo del Prado.

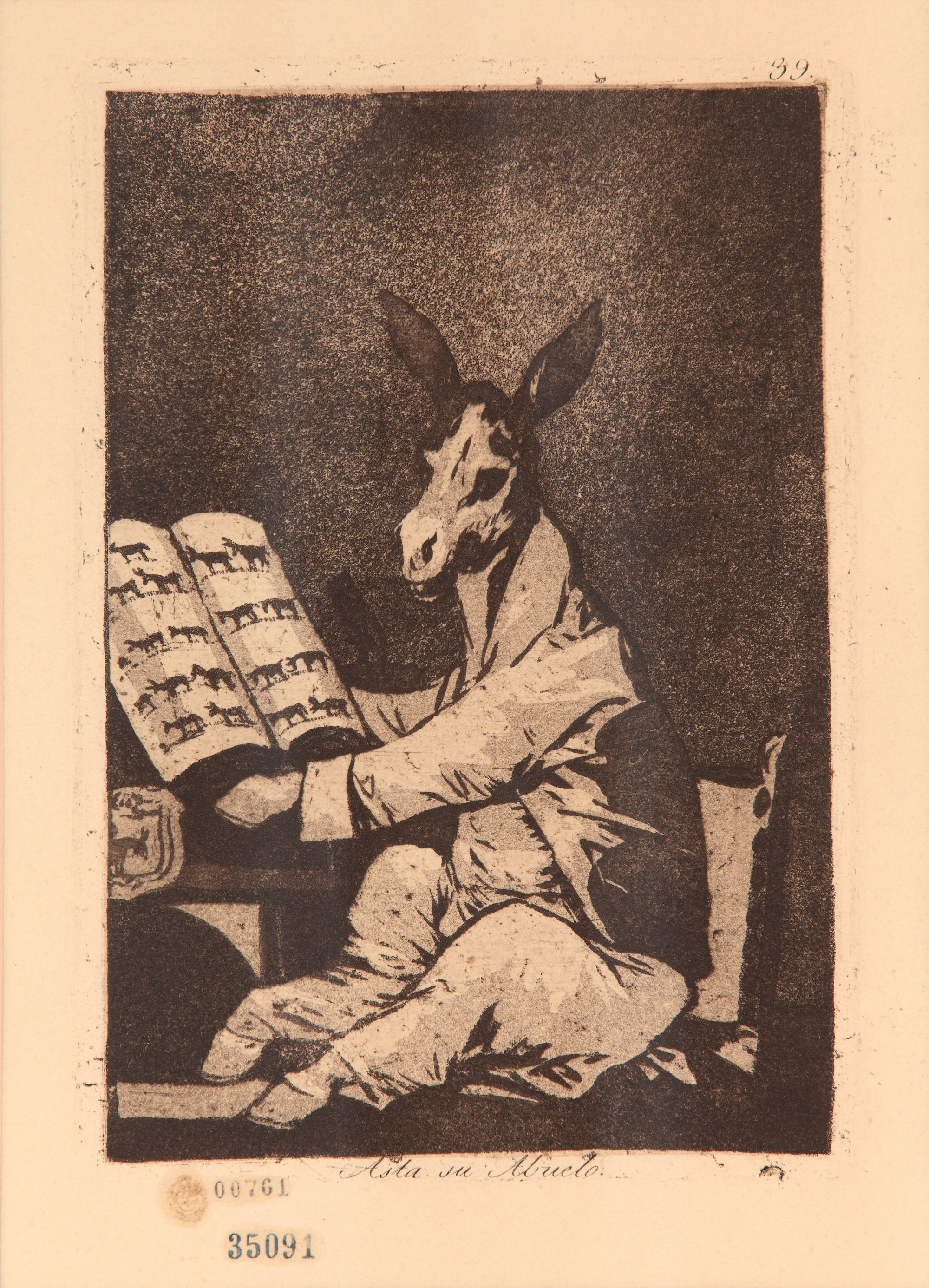
Versión en el Museo Nacional de Bellas Artes de la Argentina.

El aguafuerte Hasta su abuelo es un grabado de la serie Los Caprichos del pintor español Francisco de Goya. Está numerado con el número 39 en la serie de 80 estampas. Se publicó en 1799.

## Interpretaciones de la estampa
Existen varios manuscritos contemporáneos que explican las láminas de los Caprichos. El que se encuentra en el Museo del Prado se tiene como autógrafo de Goya, pero parece más bien despistar y buscar un significado moralizante que encubra otros más arriesgados para el autor. Otros dos, el que perteneció a Ayala y el que se encuentra en la Biblioteca Nacional, realzan partes más escabrosas.
- Explicación de esta estampa del manuscrito del Museo del Prado: A este pobre animal lo volvieron loco los genealogistas y reyes de Armas.[2]
- Manuscrito de Ayala: A este pobre animal le han vuelto loco las genealogías (Godoy).[2]
- Manuscrito de la Biblioteca Nacional: Los borricos preciados de nobles descienden de otros tales hasta el último abuelo.[2]

Fernando García-Mercadal, estudioso del linaje de Goya, cree que lo que el pintor pretendió con el Capricho 39 fue fustigar a los genealogistas y reyes de armas que tantos quebraderos de cabeza le provocaron y que le frustraron en sus aspiraciones para ser reconocido por la Audiencia de Aragón como parte del estamento nobiliario.

## Técnica del grabado
Tinta china
Las estampas de Asnerías
- Capricho n.º 37: ¿Si sabrá más el discípulo?
- Capricho n.º 38: ¡Bravísimo!
- Capricho n.º 39: Hasta su abuelo
- Capricho n.º 40: ¿De qué mal morirá?
- Capricho n.º 41: Ni más ni menos
- Capricho n.º 42: Tú que no puedes